# Antonius met monsters
Antonius met monsters, ook De verzoeking van Sint-Antonius genoemd, is een schilderij van een navolger van de Zuid-Nederlandse schilder Jheronimus Bosch in de verzameling van F. van Lanschot in 's-Hertogenbosch.

## Voorstelling
Het stelt de heilige Antonius voor in een woest landschap omgeven door allerlei demonen, die hem proberen van het goede pad af te houden. Hij is te herkennen aan zijn staf en zijn rozenkrans met daaraan het Tau- of Anthoniuskruis. Aan zijn gordel hangt een bijbel. In het landschap achter hem woedt een hevige brand. De monsterlijke demonen, waartussen de heilige Antonius zich bevindt, zijn aan Bosch ontleend. De meeste demonen zijn samengesteld uit verschillende dierlijke elementen, terwijl sommigen ook menselijke trekken hebben, zoals de twee wandelende demonen rechts van Antonius die op schijnheilige wijze de Bijbel lezen. Bosch was niet de eerste die zulke demonische figuren gebruikte in zijn werk. De Duitse kunstenaar Martin Schongauer paste ze eind 15e eeuw al toe in een prent, die ook Sint-Antonius als onderwerp heeft.

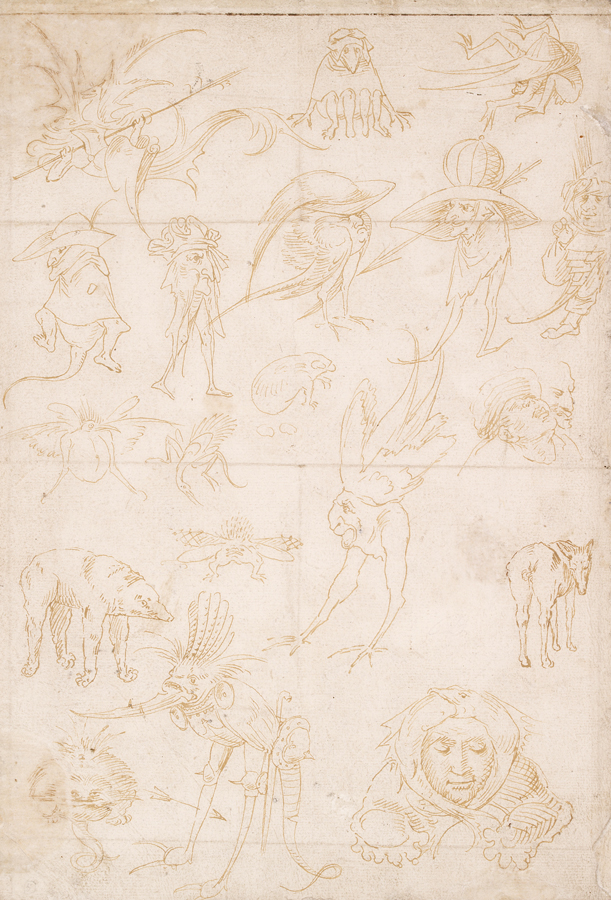
Anoniem (naar Bosch). Monsters en fabeldieren. Pen in bruine inkt. Oxford, Ashmolean Museum

## Toeschrijving
De Duitse kunsthistoricus Max Friedländer schreef het werk aan Jheronimus Bosch toe. In het oeuvre van Bosch is echter geen enkel werk aan te wijzen dat erop lijkt. De figuren zijn vlak, bijna gestapeld, weergegeven. Ook de ondergrond is egaal en mist elke vorm van diepte. Bosch-auteur Charles de Tolnay vergeleek het werk met de weinige overgebleven studies uit het atelier van Bosch, waarop verschillende monsters verspreid over het hele blad zijn weergegeven. Zo komt het wezentje met de bepluimde hoed middenonder overeen met een figuurtje op het schetsblad in het Ashmolean Museum in Oxford. Andere monsters, bijvoorbeeld het schrokkende dier rechtsachter en de krab met mensenvoeten, zijn ontleend aan schilderijen.
De kunsthistoricus Gerd Unverfehrt schrijft in zijn dissertatie uit 1980 dat het werk door dezelfde meester als het fragment van een Laatste Oordeel, dat zich tegenwoordig in de Alte Pinakothek in München bevindt, gemaakt zou kunnen zijn. Dit werk dateert hij net als de Antonius met monsters omstreeks 1515, terwijl hij de maker ervan plaatst in de omgeving van de Antwerpse Maniëristen uit het begin van de 16e eeuw.

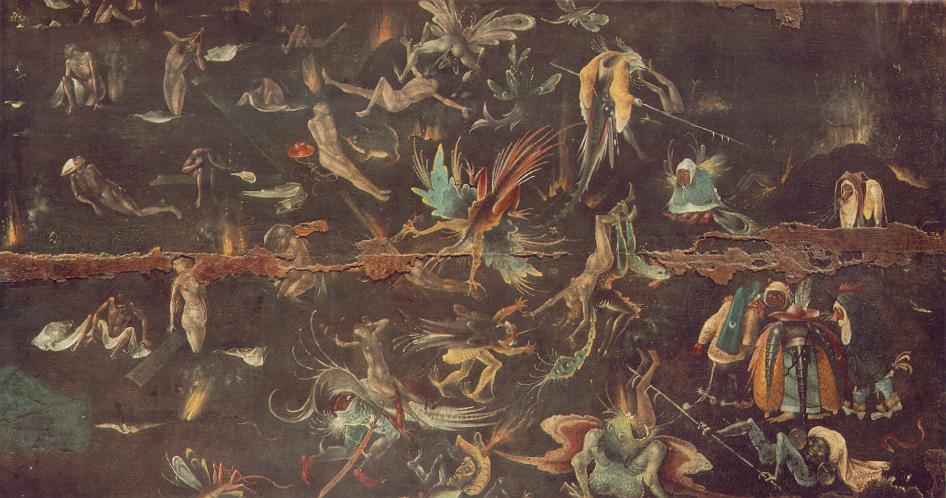
Anoniem (navolger van Bosch). De opstanding van de doden en verdoemden die naar de hel worden gevoerd. 1500-1525. München, Alte Pinakothek.

## Herkomst
Volgens een aantekening van Friedländer bevond het zich oorspronkelijk in de verzameling van een zekere Lippmann (mogelijk de in 1903 overleden kunstverzamelaar Friedrich Lippmann te Berlijn). In oktober 1922 en 1926 signaleerde Friedländer het bij kunsthandel A.S. Drey in München. Vervolgens kwam het in het bezit van de vorst van Dohna-Schlodien in Silezië. In 1930 werd het in München tentoongesteld als bruikleen uit de verzameling in Schloss Rohoncz (Hongarije) van Baron Thyssen-Bornemisza. Vanaf 1936 bevond het zich in Thyssens Villa Favorita in Castagnola bij Lugano. In 1967 werd het in 's-Hertogenbosch tentoongesteld als bruikleen van J. van Lanschot eveneens in 's-Hertogenbosch.